# Au secours, les beaux-parents débarquent!
Pour plus de détails, voir Fiche technique et Distribution.
Au secours, les beaux-parents débarquent! (Problemzone Schwiegereltern) est un téléfilm allemand réalisé par Christine Hartmann (de) et diffusé en 2004.

## Fiche technique
- Tire original : Problemzone Schwiegereltern / Intimzone Schwiegereltern
- Titre en français : Au secours, les beaux-parents débarquent!
- Réalisation : Christine Hartmann
- Scénario : Johannes Lackner
- Producteur :
- Production : Janus Filmproduktion GmbH
- Musique :
- Image :
- Société de production :
- Pays d'origine :  Allemagne
- Langue d'origine : allemand
- Lieux de tournage : Berlin, Allemagne
- Genre : Comédie
- Durée : 1 h 32
- Date de sortie :	
  -  Allemagne : 11 novembre 2004

## Distribution
- Doreen Jacobi : Annette Körnig
- Joram Voelklein : Lars Flossmann
- Michael Gwisdek : Hermann Körnig
- Katrin Saß : Ruth Flossmann
- Rita Feldmeier : Helga Körnig
- Doreen Dietel : Ella
- Patrizia Moresco : Milena
- Peter Bond : Bodo
- Frank Hildebrandt : le gardien
- Markus Sieber : le revendeur de drogue
- Tatjana Bartel : la petite amie